# Арно (Атлантски Пиринеји)
Арно (фр. Arnos) насеље је и општина у југозападној Француској у региону Аквитанија, у департману Атлантски Пиринеји која припада префектури По.
По подацима из 2011. године у општини је живело 75 становника, а густина насељености је износила 13,18 становника/km². Општина се простире на површини од 5,69 km². Налази се на средњој надморској висини од 155 метара (максималној 232 m, а минималној 133 m).

## Демографија
| 1962. | 1968. | 1975. | 1982. | 1990. | 1999. | 2011. |
| ----- | ----- | ----- | ----- | ----- | ----- | ----- |
| 71    | 74    | 63    | 70    | 68    | 68    | 75    |

График промене броја становника у току последњих година